# Matt Tong

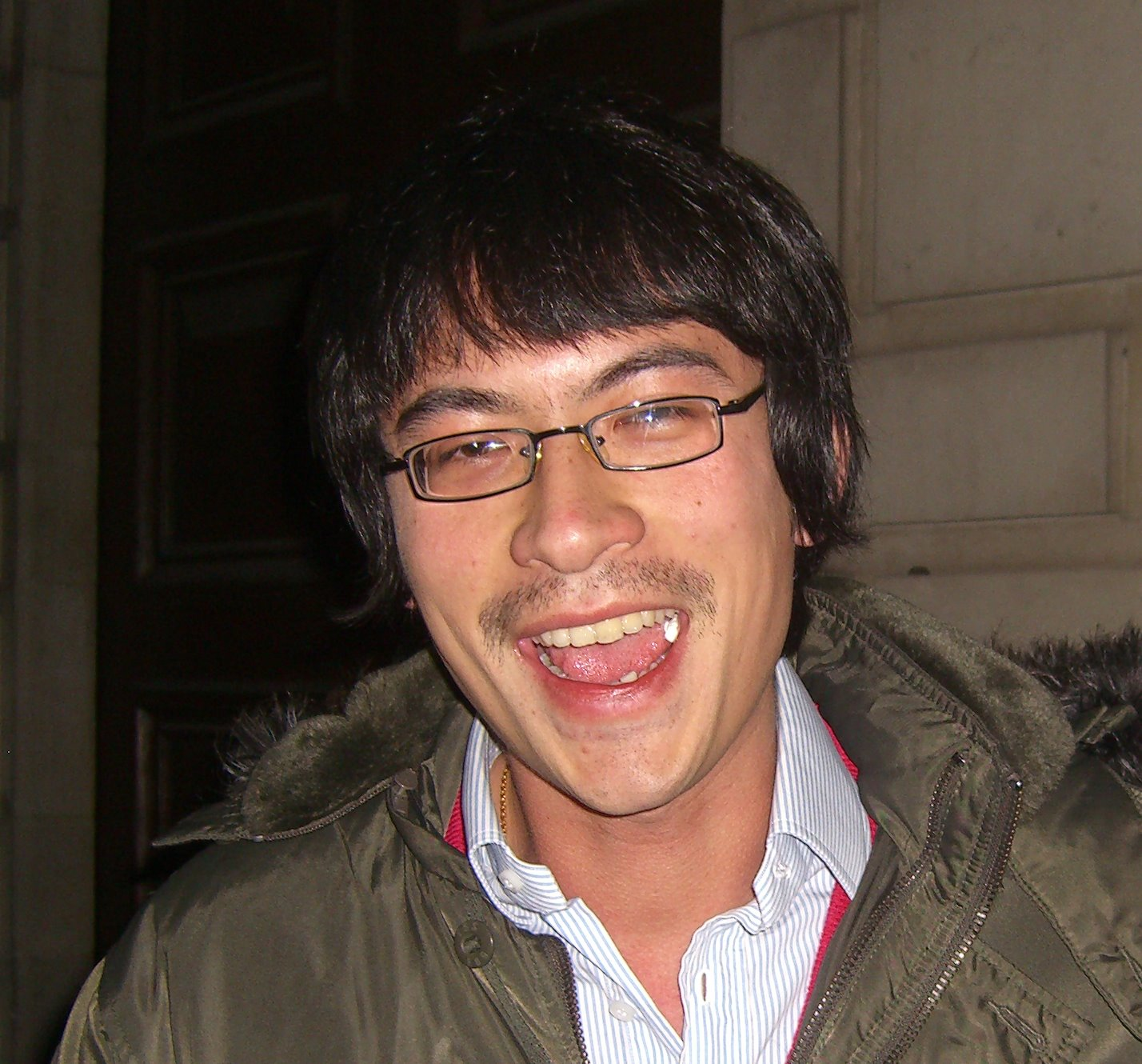
Matt Tong

Matt Tong (Bournemouth, 29 april 1979) was de drummer van de Britse muziekgroep Bloc Party. Hij is van Brits-Chinese origine.

## Levensloop
Tong was van jongs af een getalenteerd musicus, op zijn elfde was hij een bekwame gitarist, pianist en drummer. Zijn eerste band heette Button Moon.
Later verhuisde Tong van Bournemouth naar Londen om zijn studies voort te zetten en een graad te halen in filosofie aan de Universiteit van East Anglia. Hij zocht ook een nieuwe band om in te spelen, bij voorkeur gitaar. Maar hij vond geen band die bij hem paste omdat geen van de bands een goede drummer had. Tong voelde zich hierdoor zeer gefrustreerd en wijdde zich vanaf dan volledig aan het drummen.
Na een jaar werken werd Tong door zijn collega Kele Okereke gevraagd of hij in zijn band wilde. Tong ging akkoord en ontmoette Russell Lissack en Gordon Moakes, de andere bandleden. Okereke, Lissack en Moakes waren erg precies van wat ze wilden van hun nieuwe drummer en de 8 drummers die er al geweest waren.
Op 9 november 2006 moest Tong opgenomen worden in het ziekenhuis wegens een ingeklapte long tijdens een tour samen met Panic! at the Disco. Zo werd Bloc Party gedwongen de tour stop te zetten. 
Tong staat bekend als het vriendelijkste en het meest gastvrije lid van de band tijdens interviews.